# 道の駅ようか但馬蔵
道の駅ようか但馬蔵（みちのえき ようかたじまのくら）は、兵庫県養父市八鹿町高柳にある国道9号の道の駅である。
2018年に重点道の駅に選定された。

## 沿革

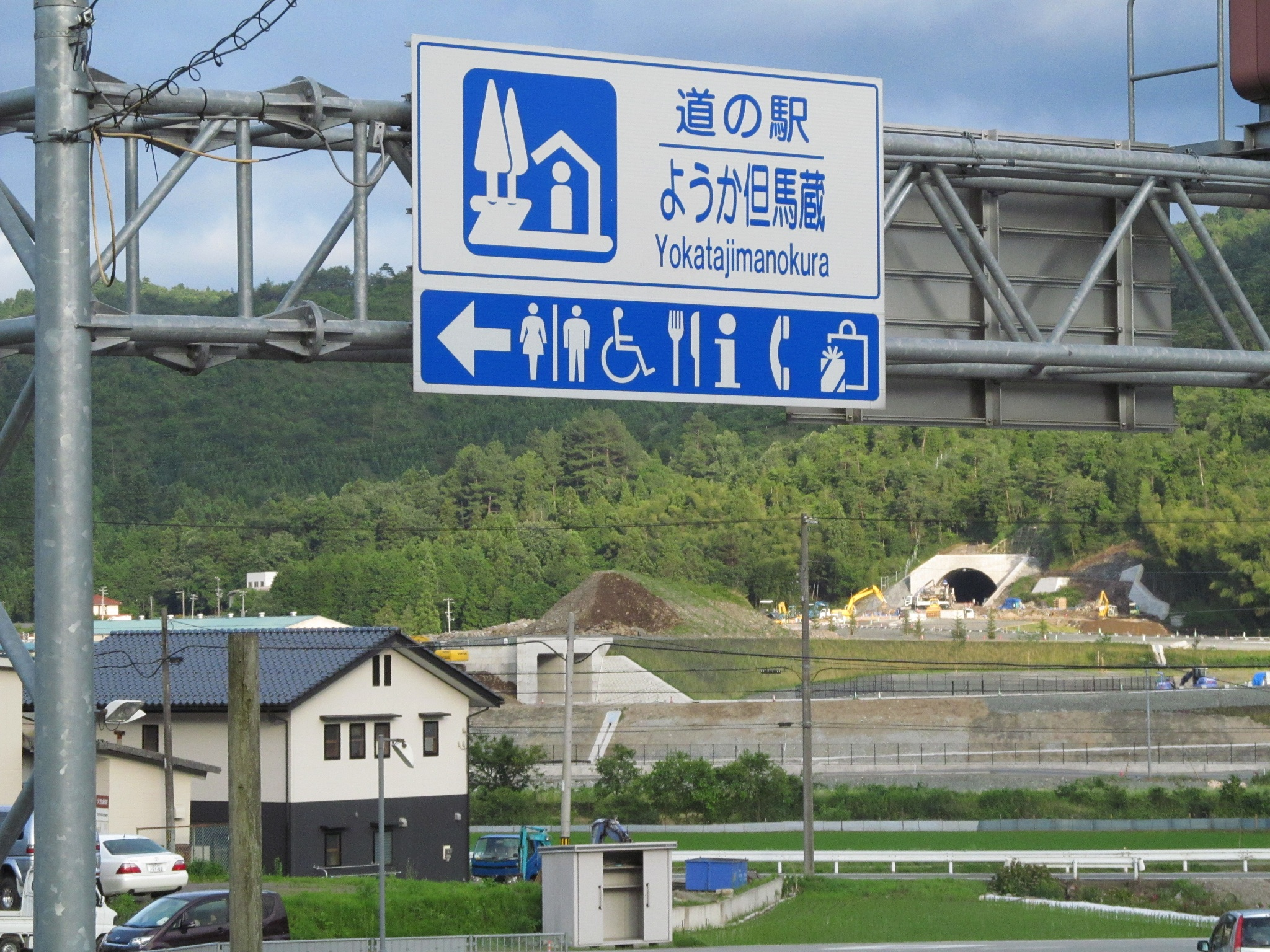
工事中の八鹿氷ノ山IC

2006年（平成18年）8月10日に登録、同年11月1日に地域交流施設およびバスターミナルが先行オープン、2007年（平成19年）3月24日に全面オープンした。
また、近隣に北近畿豊岡自動車道（和田山八鹿道路）の八鹿氷ノ山ICが2012年11月24日供用開始した。
平成19年度手づくり郷土賞（地域整備部門部門）受賞。

## 施設
- 駐車場
  - 普通車：114台
  - 大型車：18台
  - 身障者用駐車場：2台
- トイレ
  - 男：大3・小9
  - 女：11
  - 身障者用：2
- 情報休憩施設
- 地域交流施設
  - 休憩、休息コーナー
  - 総合案内所

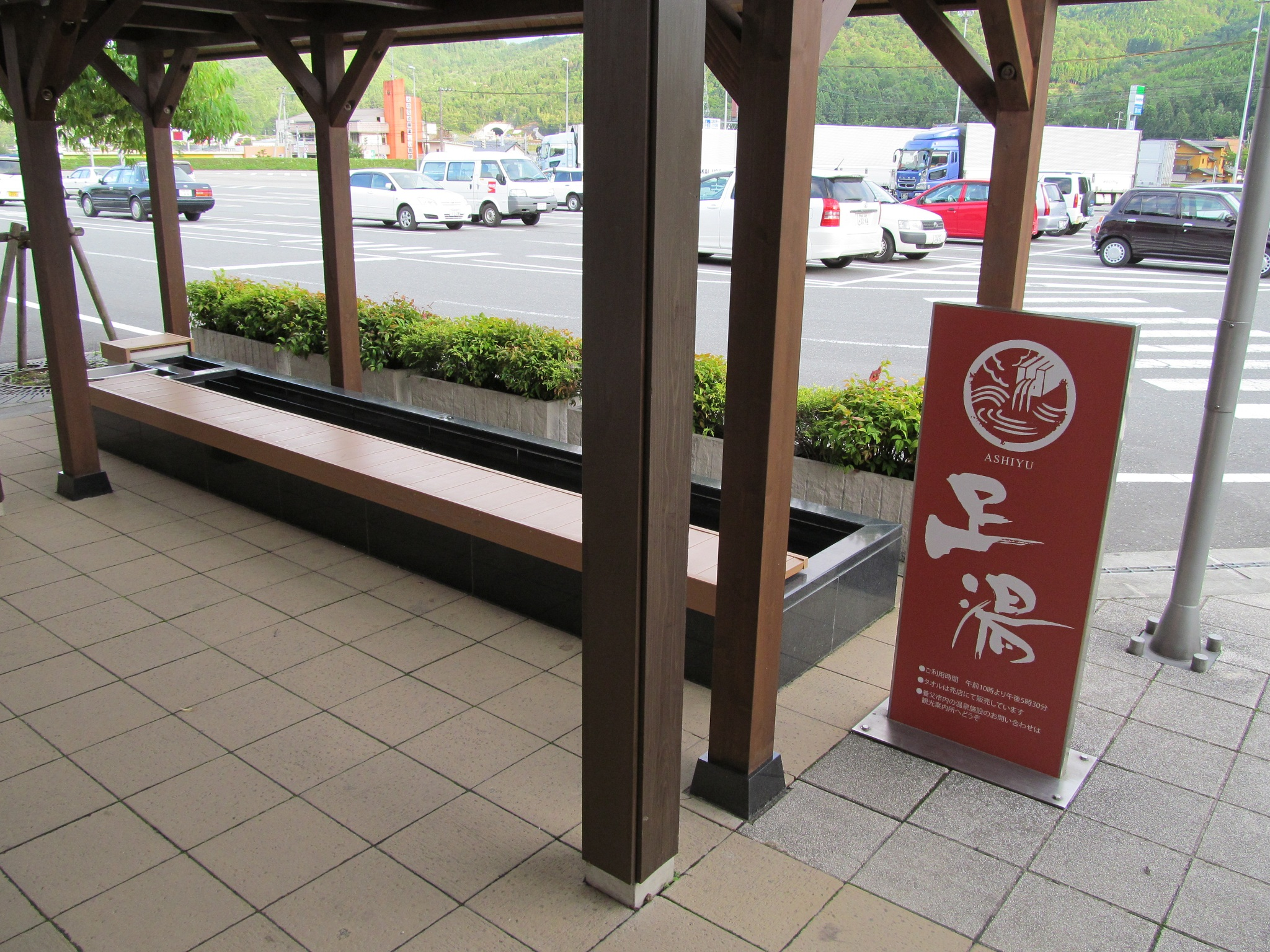
足湯

  - 農林水産物直売施設（地元農林水産物の販売）
  - 食材加工施設（地元農林水産物の加工）
  - レストラン
  - 郷土物販施設
  - 授乳施設
  - 自動販売機コーナー
  - イベント広場
  - 足湯
- バスターミナル

### 管理団体
- 養父市

## アクセス
- 国道9号 - 登録路線
- 北近畿豊岡自動車道（和田山八鹿道路）八鹿氷ノ山IC

## 周辺
- とがやま温泉 天女の湯（道の駅の北側の山裾にあり駐車場からも見える）
- 養父市消防本部
- 八木川
- 兵庫県立但馬農業高等学校